# Reunification of Movements for Change
Reunification of Movements for Change (fr.: Mouvement de réunification pour le changement, dt.: Wiedervereinigungsbewegung für Veränderung) ist eine politische Partei in Vanuatu.

## Geschichte
Die Partei wurde 2012, vor den Parlamentswahlen in Vanuatu 2012, von Charlot Salwaï gegründet, einem langjährigen Mitglied der Union of Moderate Parties (UMP). Er war zusammen mit Steven Kalsakau und Raphael Worwor aus der UMP ausgeschlossen worden, da sie sich gegen den Willen der Partei der Koalitionsregierung von Sato Kilman angeschlossen hatten. Die drei Männer erwogen zeitweise sich der Vanuatu Grin Konfederesen anzuschließen, dann kündigten sie an eine neue Bewegung zu begründen: «UMP for Change». Anfang September 2012 untersagte der Supreme Court of Vanuatu jedoch den Parlamentariern für ihre Partei die Etikette «UMP» zu nutzen. Daher benutzten sie den Namen «Reunification Movement for Change» (Mouvement de réunification pour le changement, MRC). Die regionale Partei Namangi-Aute von Paul Telukluk verband sich für die Wahlen 2012 mit der Partei.
Die RMC errang drei Sitze bei den Wahlen 2012 für die Abgeordneten Charlot Salwaï (Pentecost-Insel), Paul Telukluk (Malakula) und Steven Kalsakau (Efate, ebenfalls ein ehemaliges Mitglied der UMP). Die Partei beteiligte sich an der Regierung von Sato Kilman (IV): Charlot Salwaï wurde Finanzminister und Steven Kalsakau Minister für Bildung, Jugend und Sport. Im März 2013 verlor die Regierung die parlamentarische Mehrheit aufgrund von Austritten und trat zurück. Die Abgeordneten der MRC schlossen sich der Opposition an. Im Februar 2014 schlossen sich Paul Telukluk und Steven Kalsakau der Regierung von Moana Carcasses Kalosil an und erhielten von Moana Carcasses Kalosil Ministerposten. Charlot Salwaï blieb dagegen in der Opposition und betrachtete seine Parteikollegen als nicht mehr zur Partei gehörig. Die neue Mehrheit zerfiel bereits im Mai 2014 wieder und die Opposition bildete die Regierung Joe Natuman der Koalition unter der Führung von Joe Natuman. Charlot Salwaï wurde zum Innenminister ernannt. Diese Regierung löste sich wiederum im Juni 2015 auf, Sato Kilman wurde erneut Premierminister und Paul Telukluk, der sich zu diesem Zeitpunkt als Abgeordneter der Partei Namangi-Aute und nicht mehr der MRC verstand, wurde Minister für Landangelegenheiten. Im Oktober 2015 wurden vierzehn Abgeordnete der parlamentarischen Mehrheit, darunter Paul Telukluk und Steven Kalsakau, wegen Korruption verurteilt und verloren daraufhin ihre Mandate. Da Premierminister Kilman keine Mehrheit mehr erringen konnte und sich weigerte eine Regierung der nationalen Union mit der Opposition zu bilden, löste der Präsident, Baldwin Lonsdale, das Parlament am 24. November auf und kündigte vorgezogene Wahlen an.
Die MRC errang bei diesen vorgezogenen Wahlen im Januar 2016 drei Sitze: Charlot Salwaï behielt sein Mandat in Pentecost und zwei neue Abgeordnete waren Marcelino Barthelemy in Malekula und Rick Mahe in Espiritu Santo. Seoule Simeon, der als Kandidat der UPM antrat, schloss sich ebenfalls der RMC an. Charlot Salwaï bildete eine große Koalitionsregierung (Regierung Salwai) mit zehn Parteien; als einziger Kandidat für das Amt des Premierministers wurde er mit 46 von 52 Stimmen vom Parlament gewählt. In der Legislaturperiode 2016–2020 konnte er eine stabile Mehrheit halten. Bei den Wahlen in Vanuatu 2020 errang die MRC sieben Mandate: Charlot Salwaï, Marcellino Barthelemy, Rick Mahe und Seoule Simeon wurden wiedergewählt und François Batick, Jack Norris Kalmet und Ulrich Sumptoh zogen erstmals ins Parlament ein. Für die Wahl zum Premierminister begünstigte Charlot Salwaï Ralph Regenvanu (Graon mo Jastis Pati). Premierminister wurde jedoch Bob Loughman (Vanua’aku Pati) und die MRC ging in die Opposition.

## Wahlergebnisse
| Wahl      | Stimmen | %    | Mandate |
| --------- | ------- | ---- | ------- |
| Wahl 2012 | 6.921   | 5,7  | 3 / 52  |
| Wahl 2016 | 8.376   | 3,4  | 3 / 52  |
| Wahl 2020 | 16.298  | 11,3 | 7 / 52  |
| Wahl 2022 | 9.830   | 7,4  | 5 / 52  |